# Хубер, Антье
А́нтье Ху́бер (нем. Antje Huber, урожд. Пуст (Pust); 23 мая 1924, Штеттин — 30 сентября 2015, Эссен) — немецкий политик, член СДПГ. Федеральный министр под делам семьи, пенсионеров, женщин и молодёжи ФРГ в 1976—1982 годах.

## Биография
Родилась в семье учителя народной школы в провинции Померания, выросла в Берлине и получила аттестат зрелости в общеобразовательной школе имени Гёте в Лихтерфельде. Получила журналистское образование и работала спортивным журналистом в Берлине и Эссене. В 1948 году вступила в СДПГ. В 1950 году вышла замуж за коллегу Карла Хубера. В 1961—1962 годах изучала в Дортмундской академии социальных наук экономику, социологию, трудовое право и социальную политику, затем до 1969 года работала в академии проректором по учебной части. С ноября 1975 до 1978 года входила в состав правления СДПГ, с января 1978 до 1984 года — в состав президиума СДПГ. В 1969—1987 годах являлась депутатом бундестага и занималась вопросами финансовой политики.
После выборов в бундестаг 1976 года Антье Хубер вошла в состав правительства Гельмута Шмидта в ранге министра по делам молодёжи, семьи и здоровья, сменив на этой должности Катарину Фокке. При министре Хубер в ФРГ был введён 6-месячный отпуск по уходу за ребёнком с сохранением рабочего места и урегулирован вопрос субсидий матерям-одиночкам. Заявила о своей отставке 7 апреля 1982 года по личным обстоятельствам и вышла из состава правительства 28 апреля 1982 года в ходе перестановок в правительстве. Последние годы жизни Антье Хубер после тяжёлой травмы ноги провела в доме престарелых.